# Archer (САУ, Швеція)
Archer («А́рчер», з англ. «лучник») — шведська 155-мм самохідна артилерійська установка на базі шасі 6×6 Volvo A30D або RMMV HX, призначена для знищення живої сили, артилерійських батарей, укріплень, а також для забезпечення проходів в мінних полях та польових загородженнях.
Основним елементом системи є повністю автоматизована 155-мм гармата-гаубиця L52 (довжина ствола 52 калібри) та дистанційно керований бойовий модуль M151 Protector. Система також включає машину для поповнення боєприпасів, допоміжний транспортний засіб, суббоєприпаси Bonus та високоточні керовані снаряди M982 Excalibur.
Значний радіус дії САУ Archer та виняткова маневровість роблять її ідеальною для контрбатарейної боротьби.

## Історія
Проєкт розпочався у 1995 році як попередні дослідження для створення самохідної системи на основі існуючої гаубиці FH77. Подальші тестові системи отримали позначення FH77BD та FH77BW. До 2004 року було замовлено два прототипи, створені на основі подовженої версії FH77B, встановленої на модифікованому шестиколісному самоскиді Volvo Construction Equipment A30D.
У вересні 2006 року компанія BAE Systems Bofors отримала контракт на 40 мільйонів шведських крон від FMV (Försvarets materielverk, Шведська адміністрація оборонного обладнання) на детальне проєктування програми «Archer».
У 2008 році Швеція замовила першу партію з семи одиниць, а Норвегія замовила одну САУ. У серпні 2009 року Норвегія та Швеція підписали спільну угоду про замовлення 24 одиниць Archer для кожної країни.
Гаубиця була розроблена для Збройних сил Швеції за контрактом, укладеним у 2003 році між FMV та компанією Bofors (нині BAE Systems Bofors), для створення двох демонстраційних зразків. Прототипи самохідної гаубиці FH77 BW L52 пройшли вогневі випробування у Швеції у 2005 та 2006 роках. У вересні 2006 року FMV уклала контракт на детальне проєктування системи Archer, а в січні 2007 року – на наступний етап розробки. Шведська армія мала потребу у 24 системах (два батальйони). У вересні 2008 року шведський уряд схвалив фінальну розробку та закупівлю системи Archer.
У листопаді 2008 року Швеція та Норвегія підписали спільну угоду про розробку системи Archer, а в січні 2009 року уклали контракт з BAE Systems на завершення розробки артилерійської системи, за винятком дистанційно керованої бойової станції, яку виготовляє компанія Kongsberg Defence & Aerospace. Завершення фінального прототипу було заплановано на вересень 2009 року, після чого очікувалося підписання контракту на 48 систем – 24 для Швеції та 24 для Норвегії. Archer планували ввести в експлуатацію у 2011 році, але через непередбачувані технічні проблеми це було відкладено до жовтня 2013 року. Через це уряд Норвегії вийшов із проєкту у грудні 2013 року.
Шведська армія отримала перші чотири досерійні системи FH77 BW L52 Archer 23 вересня 2013 року, а перші гармати офіційно ввійшли в експлуатацію 1 лютого 2016 року.
У 2019 році було представлено нову конфігурацію Archer, в якій гаубиця була встановлена на тактичну вантажівку Rheinmetall MAN HX2 з формулою 8×8. Швеція замовила кілька вантажівок HX2 у 2014 році, а їх постачання розпочалося у 2017 році. 23 січня 2020 року інформаційна служба Janes повідомила, що BAE Systems Bofors розпочала випробування варіанту HX2.

## Конструкція

### Платформа

#### Платформа Volvo A30D 6×6
Ця платформа є модифікацією всюдихідного самоскида Volvo A30D з колісною формулою 6×6. Вона була розроблена для першого варіанту артилерійської системи Archer. Оператори керують усією системою гармати за будь-яких погодних умов із захищеної кабіни броньованої машини, яка обладнана куле- та осколкостійкими вікнами. Кабіна вміщує до чотирьох осіб. Гаубиця обслуговується трьома або чотирма членами екіпажу, але може бути керована однією людиною.
Система також включає перевізник боєприпасів, що складається зі знімного модифікованого стандартного контейнера, встановленого на всюдихідну вантажівку з балістичним захистом. Згідно з угодою, оголошеною у березні 2010 року, контракт на початок серійного виробництва 48 одиниць Archer був підписаний на суму 200 мільйонів доларів США, що призвело до вартості однієї одиниці в 4,17 мільйона доларів США.

#### Майбутня платформа – Rheinmetall HX2 8×8
Rheinmetall HX2 8×8 (HX44M) є другою платформою, для якої розробляється артилерійська система Archer. Шведська армія замовила 48 таких платформ у вересні 2023 року за 500 мільйонів доларів США. Постачання заплановане з 2025 року. Будь-яких змін у системі, окрім адаптації до нової платформи, не передбачено.

#### Потенційна платформа – вантажівки Oshkosh Defence
BAE Bofors пропонує систему Archer як варіант для Збройних сил США. Концептуальні варіанти розробляються на базі вантажівок Oshkosh HEMTT (8×8) або Oshkosh PLS (10×10).

### Артилерійська система
Артилерійська частина представлена 155-мм гаубицею FH77B з довжиною ствола в 52 калібри. Максимальна швидкострільність складає 8—9 пострілів за хвилину. Апарат заряджання дозволяє випускати 6 снарядів за 30 секунд по різних траєкторіях. Максимальна дальність до 40 км стандартними боєприпасами та 60 км — керованим снарядом Excalibur.
Час розгортання та згортання комплексу — 30 секунд.

### Система управління вогнем
Система управління вогнем включає:
- Бортовий балістичний обчислювач, який забезпечує автономну роботу.
- Бортову автоматизовану систему управління боєприпасами.
- Автоматичне встановлення електронного детонатора.
- Відкриті архітектурні інтерфейси для системи управління полем бою (Battlefield Management System).
- Повністю оцифровані вогневі завдання, які мінімізують ризик людських помилок та скорочують час реагування.
- Просту інтеграцію радіоприймачів для передачі голосу та даних.
- Інерційну навігацію з підтримкою GPS, що забезпечує навігацію та використання високоточних боєприпасів.

Система управління забезпечує багаторазове одночасне ураження цілі (MRSI; англ. «Multiple round simultaneous impact»).

### Бронювання та захист
Повністю броньований двигун та кабіна на 4 пасажири (захист від 7,62-мм). Шасі може витримувати підрив до 6 кг вибухівки (Level 2 STANAG 4569). Можливий рух при всіх пробитих колесах. Бойове застосування комплексу у крайньому разі дозволяється за наявності двох осіб (це дозволяє повністю автоматизована система керування вогнем).
Додаткове озброєння — дистанційно керована система LEMUR з 12,7-мм кулеметом та системою димових гранат. Комплекс може транспортуватися військово-транспортним літаком Airbus A400M.

## Бойове застосування

### Російське вторгнення в Україну
У лютому 2024 року артилерійська система Archer була уражена російським баражуючим боєприпасом поблизу міста Куп’янськ. Російські джерела стверджували, що гаубиця була знищена, тоді як українські джерела повідомляли, що пошкодження техніки, ймовірно, підлягають ремонту.
У березні 2024 року розвідувальний підрозділ 63-ї механізованої бригади України виявив кілька російських гаубиць Д-20 поблизу міста Кремінна. Координати російських гаубиць були передані 45-й артилерійській бригаді, яка виконала контрбатарейний вогонь за допомогою артилерійської системи Archer. На кадрах з дрона було зафіксовано знищення трьох гаубиць Д-20.
У травні 2024 року 45-та артилерійська бригада України використовувала систему Archer у бойових діях під час операцій у Луганській області. Артилеристи бригади, керуючи гаубицею FH77BW Archer, успішно знищили російську самохідну артилерійську установку 2С19 «Мста-С» поблизу села Червонопопівка. Російська установка була виявлена українською розвідувальною групою, а її знищення підтверджено дроном.
Станом на 23 липня 2025 року редактори Oryx Blog не зафіксували жодної втрати Україною САУ Archer: лише 1 одиницю зафіксовано як пошкоджену.

## Оператори

### Поточні
- Велика Британія: 14 систем на озброєнні, станом на 2025 рік[28]. Закуплено 14 машин у березні 2023 році для заміни переданих Україні AS-90[29], перші системи надійшли в жовтні 2023[30].
- Україна: станом на 2025 рік отримано 8 машин від Швеції, які надійшли на озброєння 45 ОАБр[31][32].
- Швеція: 26 систем на озброєнні, станом на 2025 рік[33]. 
  - На шасі Volvo A30D: всього було замовлено 2 демонстраційних зразки та 48 систем, які було доставлено з 2013 до 2022[34][35][36]. Перші 4 машини Archer стали на озброєння артилерійського полку A 9 Збройних сил Швеції. При цьому, всі буксировані гаубиці FH77, якими був озброєний А 9, були зняті та передані для встановлення на Archer[37]. Станом на березень 2023 року, із 24 машин на зберіганні планувалось продати 14 машин Великій Британії та передати 8 Україні, а ще 2 залишити для подальшого розвитку системи[38][39][40].
  - На шасі Rheinmetall HX2 8×8: у вересні 2023 року укладено контракт вартістю 500 млн доларів США на постачання 48 систем з 2025 року[41][42].

### Можливі
- США: у жовтні 2021 року компанія BAE повідомила про успішне проходження випробувань системи Archer у Сполучених Штатах. Ця САУ була представлена на конкурс, який американська армія проводить для вибору колісної САУ, що вже перебуває на стадії серійного виробництва. Всього представлена САУ здійснила близько 450 пострілів[43].
- Швейцарія внесла Archer до короткого списку систем, що вийшли у фінальний раунд вибору майбутньої артилерійської системи країни, що відбувся у червні 2022 року. Також розглядається RCH 155[44].

### Нереалізовані контракти
- Норвегія брала участь у проєкті на початку розробки САУ та планувала закупити 24 системи. Однак в грудні 2013 через брак часу від контракту відмовились[45]. У грудні 2017 року Норвегія розпочала закупівлю південнокорейської K9 Thunder[46].

### Україна
31 серпня 2022 року шведський міністр закордонних справ Анн Лінде анонсувала оцінку можливості відправки систем до України в рамках МТД для відбиття російської агресії. 25 жовтня 2022 року, після завершення аналізу, було представлено висновки про можливість передачі 12 систем Archer.19 січня 2023 року шведський уряд доручив командуванню армії розпочати підготовку до передачі українським збройним силам неназваної кількості САУ Archer. 16 березня 2023 року стало відомо що Швеція направить до України 8 артилерійських установок Archer.

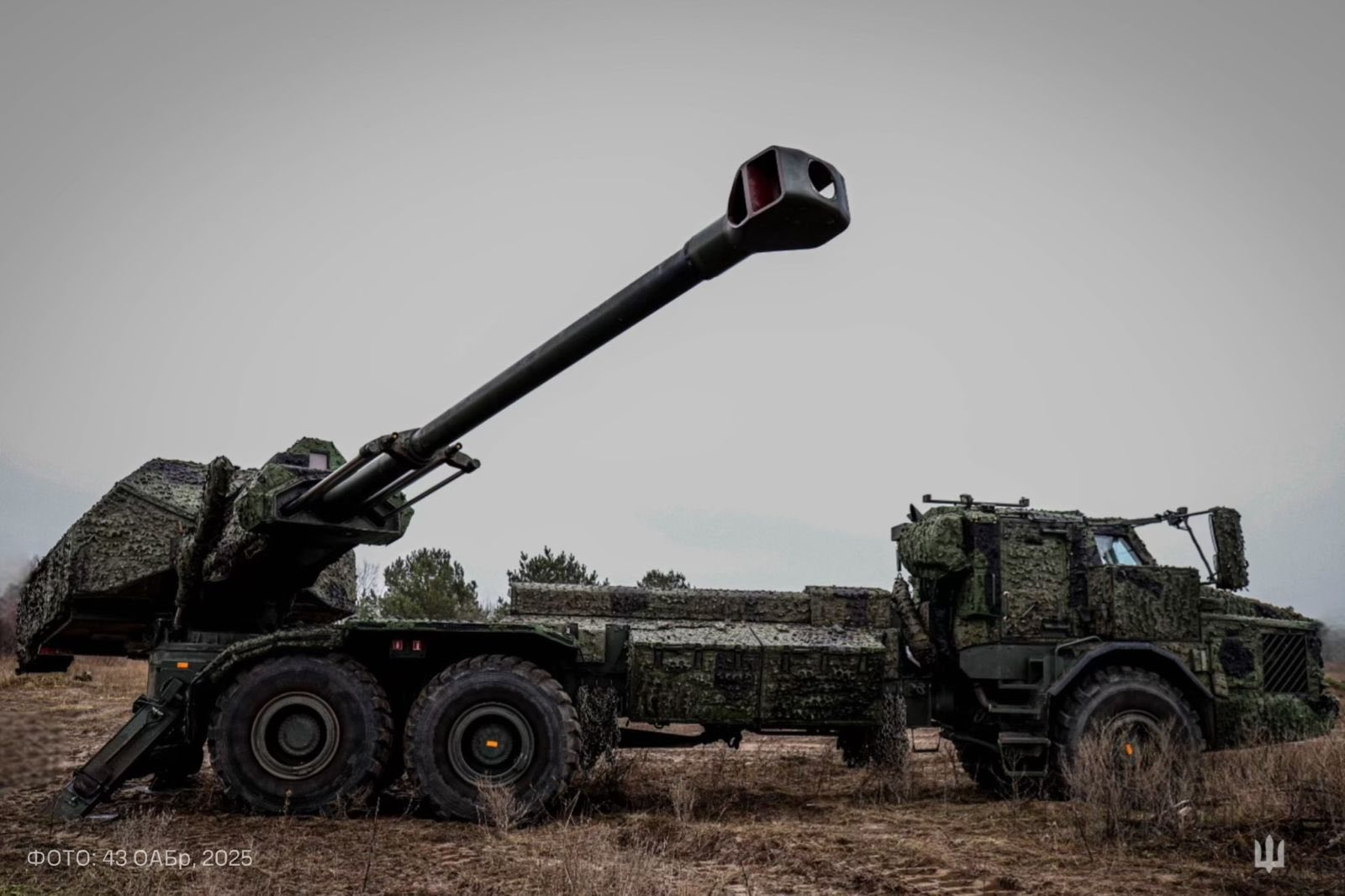
САУ Archer на озброєнні 43 ОАБр, квітень 2025 року.
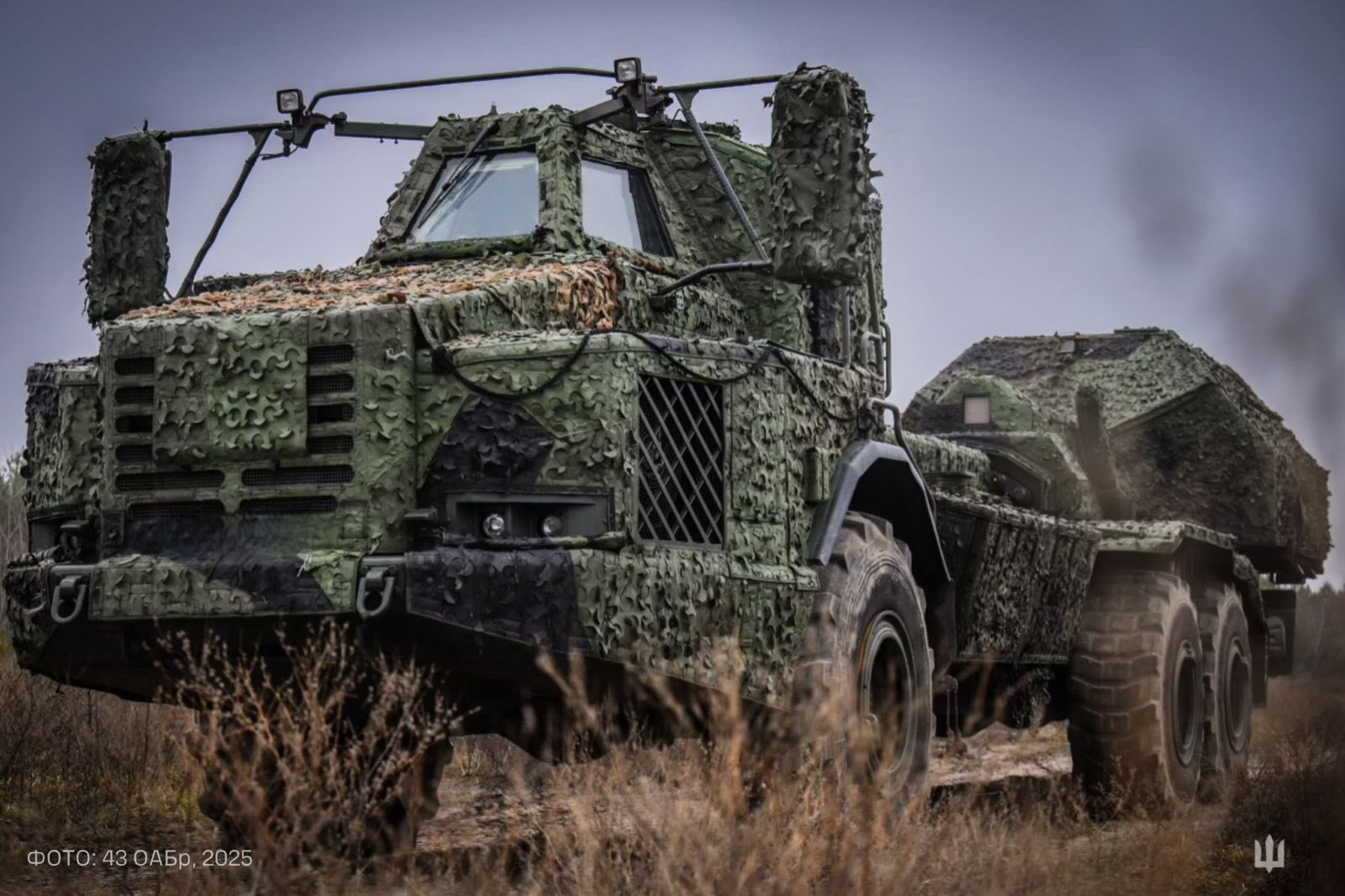
САУ Archer на озброєнні 43 ОАБр, квітень 2025 року.